# Souostroví císařovny Evženie
Souostroví císařovny Evženie leží v zálivu Petra Velikého v Japonském moři. Je tvořeno pěticí větších ostrovů (Ruský, Popova, Rikorda, Rejneke, Škota), dvěma desítkami menších a množstvím skalisek. Největší Ruský ostrov zaujímá dvě třetiny rozlohy souostroví. Administrativně je souostroví součástí Vladivostoku. Ostrovy jsou nazvány po francouzské císařovně Evženii. Celková rozloha ostrovů je 125 km², nejvyšší bod měří 291,2 m. V roce 2005 na ostrovech žilo 6810 obyvatel.

## Historie
Poprvé ostrovy popsali angličtí a francouzští námořníci v padesátých letech 18. století a tehdy je také pojmenovali po francouzské císařovně Evženii. Do map je poprvé zakreslili Francouzi v roce 1855. V roce 1858 souostroví poprvé spatřili ruští námořníci na korvetě Amerika plující pod velením Jevfimije Vasiljeviče Puťatina. V roce 1859 byly ostrovy zčásti prozkoumány a popsány posádkami klipru Strelok a korvety Amerika. Ve stejném roce byla vydána první ruská mapa zálivu Petra Velikého, některé z ostrovů na ní byly zakresleny. Podrobně bylo souostroví prozkoumáno v roce 1862 výpravou vedenou podplukovníkem Vasilijem Matvějevičem Babkinem, tehdy také téměř všechny ostrovy dostaly dnešní jména. Na mapě zálivu Petra Velikého z roku 1865 jsou již ostrovy zachyceny všechny.
Ve druhé třetině 20. století se jméno souostroví z ruských map vytratilo. V navigační příručce pro záliv Petra Velikého z roku 1984 se ostrovy Popova, Rejneke, Rikorda a další nazývají „ostrovy položenými jižně od Ruského ostrova“. V mezinárodním rejstříku geografických názvů se k roku 2018 nazývají souostrovím Evženie (Архипелаг Евгении).